# ناحية مركز السويداء
ناحية مركز السويداء إحدى نواحي سوريا تتبع إداريّاً لمحافظة السويداء منطقة السويداء ومركزها مدينة السويداء، بلغ تعداد سكان الناحية 212,463 نسمة حسب التعداد السكاني لعام 2004.

## مدن وبلدات وقرى ناحية مركز السويداء
الأصلحا، السويداء، عتيل، الدارة، حبران، جبيب، الكفر، كفر اللحف، كناكر، خربا، مفعلة، مصاد، مياماس، المجيمر، عرى، قنوات، الرحى، رساس، ريمة حازم، سهوة بلاطة، سهوة الخضر، السكاكة، سليم ، ولغا، السمراوية، الشقراوية.